# Bergholländer

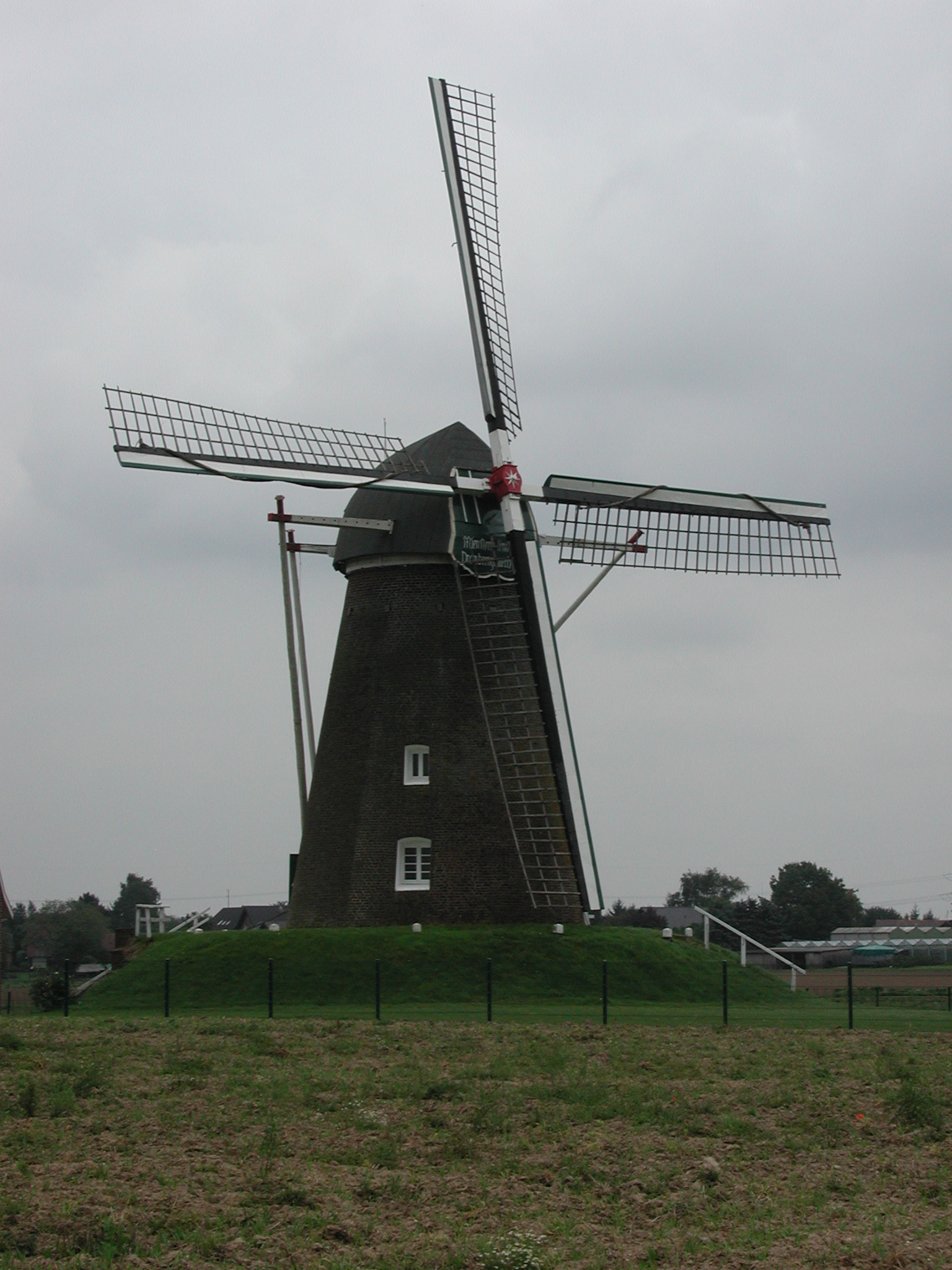
Bergholländer Waldfeucht-Haaren

Bergholländer sind in großen Bereichen von Deutschland vorkommende Holländerwindmühlen, die auf einer Erdaufschüttung von zwei bis drei Metern Höhe errichtet sind. Die Flügel können für Wartungszwecke vom Boden aus erreicht werden. Die Flügelnachführung ist, wie bei den Erdholländern, unterschiedlich. Klassisches Beispiel für einen Bergholländer ist die Mühle im Waldfeuchter Ortsteil Haaren, die auch besichtigt werden kann.